# Songs of Flowers & Skin
Songs of Flowers & Skin is muziekalbum van Aidan Baker. Het bevat eerder uitgegeven materiaal dat niet meer verkrijgbaar was. De stroming van de muziek, ambient met zang heeft maar een kleine schare volgers. De term zang is hier echter nauwelijks op zijn plaats; Aidan Baker murmelt de teksten haast onhoorbaar de microfoon in en luidsprekers uit. De muziek leunt door haar eentonigheid aan tegen de muziekgroepen die uiterst droevige muziek maakten This Mortal Coil en 4AD. Bij Aidan is er niet zo zeer sprake van extreme somberheid, als wel dat de muziek elk moment kan losbarsten, doch de ingetogenheid van muziek en zang gaat niet verloren. De compact disc werd geperst in een oplage van 400 stuks. De studio-opnamen vonden plaats in Toronto
Op deze heruitgave staat ook een livetrack, als hidden track. De uitgave van 2005 verscheen op Zunoir Records.

## Musici
Studio-opnamem april en mei 2005:
- Aidan Baker – stem, elektrische en akoestische gitaar, basgitaar, toetsinstrumenten, slagwerk;
- Lucas Baker – trompet (3)
- Sarah Gleadow - viool (4)

Live-opnamen 2 juni 2002:
- Aidan Baker – gitaren
- Richard Baker – drums
- Rodin Columb - basgitaar

## Tracklist
Allen door Aidan Baker

| Nr. | Titel                                                                    | Duur        |
| --- | ------------------------------------------------------------------------ | ----------- |
| 1.  | Skin like Sand                                                           | 5:02        |
| 2.  | Feed me Yr. Kiss                                                         | 5:01        |
| 3.  | Dance dance dance                                                        | 8:04        |
| 4.  | Second Selves                                                            | 7:43        |
| 5.  | Take me out of my                                                        | 6:50        |
| 6.  | Flowerskin (komt het dichtst bij Bakers andere albums; met hidden track) | 14:31/27:30 |